# Yuichiro Nagai
Yuichiro Nagai (n. 14 februarie 1979) este un fotbalist japonez.

## Statistici
| Japonia | Japonia | Japonia |
| An      | Meciuri | Goluri  |
| ------- | ------- | ------- |
| 2003    | 4       | 1       |
| Total   | 4       | 1       |